# أليخاندرو فيلازكيز لارا
أليخاندرو فيلازكيز لارا هو سياسي مكسيكي، ولد في 27 ديسمبر 1974 في ولاية مكسيكو في المكسيك. نشط حزبياً في حزب الثورة الديمقراطية. وقد انتخب عضو مجلس النواب المكسيك ‏.